# Oleh Volosovskyj
Oleh Volosovskyj (Kiev, 26 gennaio 1971) è un architetto ucraino, fondatore di loft buro.

## Primi anni
Oleh Volosovskiy è nato a Kiev, in Ucraina, il 26 gennaio 1971. Suo padre era inizialmente un ingegnere elettronico e poi ha iniziato a lavorare nella gioielleria. Suo nonno era un architetto dell'illuminazione, responsabile dell'illuminazione a scarica di gas di Chreščatyk a Kiev.
Nel 1994, si è laureato all'Accademia nazionale di belle arti e architettura di Kiev con una laurea in Design Architettonico.
Durante gli studi all'accademia, lui e i suoi colleghi hanno creato i loro primi piccoli progetti.

## Carriera
Nel 1995, Oleh Volosovskiy ha iniziato la sua carriera professionale nell'architettura e ha fondato Studio 2111 a Kiev. I progetti sono stati creati utilizzando le risorse della sua piccola produzione. Lo studio progetta interni per bar, negozi e centri di intrattenimento.
Successivamente, ha aggiunto come area di lavoro separata la realizzazione di attrezzature e costumi per artisti circensi. Una fase importante è stata il suo lavoro come scenografo presso il Teatro Roman Viktyuk. Ha decorato le scene del Palazzo Nazionale delle Arti "Ucraina" e del Opera Nazionale dell'Ucraina.
Ha progettato lo spazio per i reality show televisivi ucraini "On Knives", "Behind the Glass" e "Hell's Kitchen".
Nel 2001, lo studio è stato riorganizzato e il nome è stato cambiato. Oleg è diventato il fondatore e l'architetto capo di loft buro (Kiev, Ucraina), una società specializzata nella progettazione di interni per spazi pubblici e privati in Ucraina e all'estero.
Lo studio è noto per il lavoro nello stile coloniale loft, utilizzato per la prima volta nei loro progetti, come gli appartamenti Hayloft e East-West, lo chalet Enjoy the Silence, i ristoranti Marokana, Chi e Ugli.
Nel 2023, i progetti di loft buro sono stati inclusi nel libro UkraineRising (pubblicato da gestalten & Lucia Bondar), che presenta le realizzazioni di 70 creativi ucraini in vari settori. I lavori dello studio sono pubblicati in pubblicazioni internazionali: Elle, ArchDaily, designboom. I progetti sono nominati per la partecipazione a premi internazionali e nazionali: Dezeen Awards, Frame Awards, SBID, Restaurant & Bar Design Awards.
Dopo l'invasione su larga scala dell'Ucraina nel 2022, lo studio ha iniziato a lavorare su progetti sociali, tra cui alloggi modulari per sfollati interni e moduli abitativi per il miglioramento della casa.